# Jean-Baptiste Maunier

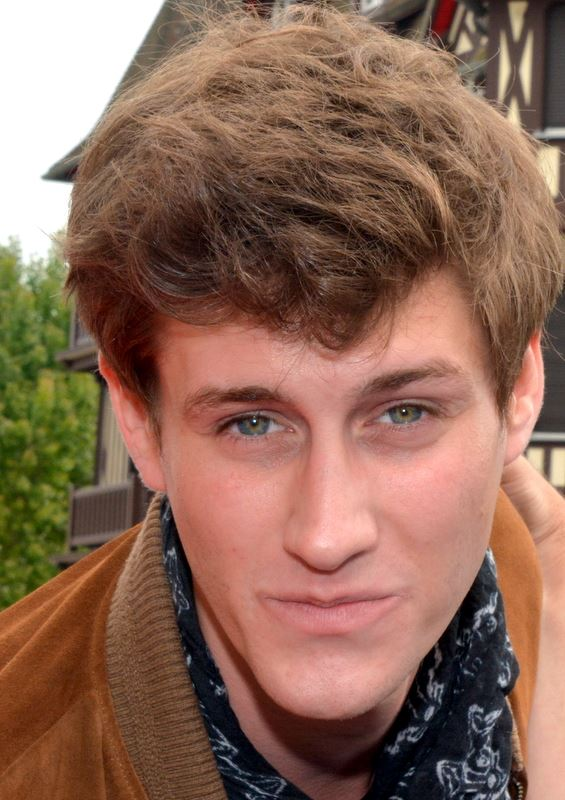
Jean-Baptiste Maunier beim Cabourg Film Festival 2016

Jean-Baptiste Maunier (* 22. Dezember 1990 in Brignoles, Département Var) ist ein französischer Sänger und Schauspieler, der vor allem durch seine Rolle im Film Die Kinder des Monsieur Mathieu (französisch Les Choristes) bekannt geworden ist. Darüber hinaus ist er bekannt als Songschreiber.

## Leben und Karriere
Maunier wurde am 22. Dezember 1990 als erster Sohn von Thierry Maunier, Kameramann bei France 2, und dessen Frau Muriel geboren. Er hat einen fünf Jahre jüngeren Bruder, Benjamin. Seine Jugend verbrachte JB, wie er auch genannt wird, in Sainte-Foy-lès-Lyon, einem Vorort von Lyon. Er besuchte eine katholische Privatschule, wo er in dem Chor Les Petits Chanteurs de Saint-Marc unter der Leitung von Nicolas Porte als Solist sang. 2004 wurde er von dem Regisseur Christophe Barratier für die Rolle des Pierre Morhange im Film Die Kinder des Monsieur Mathieu ausgewählt, in dem er als Sänger und Schauspieler agierte. Durch diese Rolle wurde Maunier international bekannt. Der Soundtrack des Films wurde allein in Frankreich über eine Million Mal verkauft.
Ein Jahr später trat Maunier mit der jungen französischen Sängerin Clémence Saint-Preux mit Concerto pour deux voix, einer Adaption des Concerto pour une voix von Saint-Preux, dem Vater der Sängerin, auf. Nach dem Baccalauréat 2008 ging er für ein Jahr nach New York City, wo er eine Schauspiel-Ausbildung am Lee Strasberg Theatre and Film Institute absolvierte.
Sein erster Auftritt als Tenor erfolgte 2010 in dem opernartigen Œuvre Dogora von Étienne Perruchon mit dem Lied Soutrinka.
Im Jahr 2006 spielte Jean-Baptiste in dem Film Le grand Meaulnes (basierend auf dem gleichnamigen Roman von Alain-Fournier) eine Hauptrolle. 2007 folgte der Film Hellphone, auch dort besetzte er eine der Hauptrollen. Im gleichen Jahr erschien L’auberge rouge. Nach einem chinesischen Film im Jahr 2011 (Perfect baby) folgten verschiedene Rollen in Kurzfilmen und TV-Serien.
Im Jahr 2013 spielte Maunier zum ersten Mal in einem Theaterstück: die jugendliche Hauptrolle in La Chanson de l’éléphant von Nicolas Billon im Theater Petit Montparnasse in Paris. Es folgten weitere Theaterrollen.
Am 29. April 2016 veröffentlichte er sein erstes Album mit dem Titel Nuits blanches bei Mercury Records. 2017 erschien dort sein zweites Album Nuits revolver.
Seit 2005 ist Jean-Baptiste Maunier Mitglied von Les Enfoirés, einer Sängergruppierung, die jährlich mit einem großen, im TV übertragenen Wohltätigkeitskonzert Spenden für kostenlose Mahlzeiten für Obdachlose sammelt (Les Restos du Cœur). Dabei werden Songs von anderen Interpreten gecovert und mit aufwändigen Kostümen in Szene gesetzt.

## Diskographie

### Alben
- 2005: Les Choristes au concert (zusammen mit den Petits chanteurs de St. Marc, Leitung: Nicolas Porte)
- 2016: Nuits blanches (Mercury Records)
- 2017: Nuits revolver

### Singles
- 2004: Les Choristes en concert
- 2005: Concert pour deux voix mit Clémence Saint-Preux
- 2005: Les Choristes en concert (unter der Leitung von Nicolas Porte)
- 2006: Piccolo, Saxo et Cie
- 2010: Mistral gagnant
- 2014: Le Monde qui est le mien (We Love Disney)
- 2015: Je reviens
- 2016: Je ne dors plus
- 2017: Je pars

## Filmographie
- 2004: Die Kinder des Monsieur Mathieu (Les Choristes)
- 2006: Der große Meaulnes (Le Grand Meaulnes)
- 2007: Hellphone
- 2007: La Lettre (Kurzfilm)
- 2007: Die rote Herberge (L’Auberge rouge)
- 2011: Perfect baby
- 2013: I’m a Sharpener (Kurzfilm)
- 2013: La maison sur le toit (TV-Serie)
- 2014: ZAK (TV-Serie)
- 2016: A/K
- 2016: Meurtres à Strasbourg

## Theater
- 2013: La Chanson de l’éléphant (Nicolas Billon), Petit Théâtre Montparnasse[8]
- 2017: On se refait Palmade (Pierre Palmade), Théâtre de Paris[9]
- 2018: Paprika (Pierre Palmade), Théâtre de la Madeleine[10]

## Auszeichnungen
- 2014: Prix Beaumarchais der Zeitung Le Figaro für La Chanson de l'éléphant
- 2014: Molière (Nominierung)

## Privatleben
Jean-Baptiste Maunier ist seit 2014 mit der Schauspielerin und Künstlerin Léa Arnezeder liiert. Am 3. September 2019 kam ihr erster gemeinsamer Sohn, Ezra, zur Welt.